# Герб Борогонского наслега (Вилюйский улус)
Герб муниципального образования сельское поселение «Борогонский наслег» Вилюйского улуса Республики Саха (Якутия) Российской Федерации.
Герб утверждён Решением Борогонского наслежного Совета № 30 от 17 марта 2009 года.
Герб внесён в Государственный геральдический регистр Российской Федерации под регистрационном номером 6425.

## Описание герба
«В золотом поле с зелёной оконечностью зелёный трилистник с заострёнными листами, сопровождаемый внизу тонким лазоревым поясом».